# 小行星7540
小行星7540（英語：7540）是一颗围绕太阳公转的小行星。1997年1月9日，上田清二、金田宏在钏路市发现了此天体。
这颗小行星的绝对星等为302.1179421531651等。